# Clettack Skerry
Clettack Skerry est une île inhabitée du Royaume-Uni située en Écosse, dans les Orcades. Faisant partie de l'archipel des Pentland Skerries, elle est baignée par le Pentland Firth, un firth de l'océan Atlantique.